# Гергешть (комуна)
Гергешть, Гергешті (рум. Gherghești) — комуна у повіті Васлуй в Румунії. До складу комуни входять такі села (дані про населення за 2002 рік):
- Валя-Лупулуй (3 особи)
- Гергешть (1085 осіб) — адміністративний центр комуни
- Драгоменешть (49 осіб)
- Дрексень (174 особи)
- Кетросу (484 особи)
- Кородешть (304 особи)
- Лазу (92 особи)
- Лунка (481 особа)
- Соч (112 осіб)

Комуна розташована на відстані 254 км на північний схід від Бухареста, 22 км на південний захід від Васлуя, 74 км на південь від Ясс, 124 км на північ від Галаца.

## Населення
За даними перепису населення 2002 року у комуні проживали 2784 особи, усі — румуни. Усі жителі комуни рідною мовою назвали румунську.
Склад населення комуни за віросповіданням:
| Релігія       | Кількість осіб | Відсоток |
| ------------- | -------------- | -------- |
| православні   | 2748           | 98,7%    |
| п'ятдесятники | 17             | 0,6%     |
| адвентисти    | 17             | 0,6%     |
| реформати     | 2              | 0,1%     |